# Iarlles y Ffynnawn
Iarlles y Ffynnawn [jarɬes ə 'fənnaun] („Die Brunnengräfin/Herrin der Quelle“), auch Chwedyl Iarlles y Ffynnhawn („Die Sage von der Brunnengräfin/Herrin der Quelle“), ist der Titel einer der „drei Romanzen“ (Y Tair Rhamant) der walisischen Literatur. Die beiden anderen sind Gereint fab Erbin („Gereint, der Sohn des Erbin“) und Peredur fab Efrawg („Peredur, der Sohn Efrawgs“).

## Inhalt
Owein fab Urien ist ein Ritter der Tafelrunde von König Arthur. Als der Ritter Cynon fab Clydno von einer mystischen Quelle erzählt, reitet er aus Abenteuerlust aus und trifft auf einen geheimnisvollen Schwarzen Ritter, den Hüter dieser Quelle, den er im Zweikampf besiegen kann.
[…] erblickte er einen Ritter, der durch das Tal daherkam. Aber Owein griff ihn an und kämpfte kraftvoll mit ihm, und beide brachen sie ihre Lanzen. Nun zogen sie ihre Schwerter und schlugen sich. Und darauf versetzte Owein dem Ritter einen Schlag, der durch den Helm, das Hersenier, die burgundische Batwat, durch Haut, Fleisch und Knochen drang, bis er das Gehirn verletzte.
Später kommt er zur Burg seines toten Gegners, verliebt sich in dessen Witwe, heiratet sie und wird so selber zum Hüter der Quelle. Als Artus mit seinen Rittern bei ihrer Suche nach Owein diesen an der Quelle treffen, überredet ihn Gwalchmei fab Gwyar, zurückzukehren. Owein erfüllt dies, verspricht aber seiner Gattin, nach einer bestimmten Zeit wieder zu ihr zurückzukommen. Weil er das allerdings, abgelenkt durch das Leben am Artus-Hof, versäumt, kommt es zur Trennung von ihr und erst nach vielen Abenteuern und Verwirrungen kommt es zur Versöhnung der beiden.
Und als er von dort [dem Reich der Brunnengräfin] aufbrach, nahm er die Gräfin mit sich an den Hof Arthurs, und solange sie lebte, war sie seine Frau.
Der auf dieser walisischen Sage basierende Roman Yvain ou Le Chevalier au lion von Chrétien de Troyes in Altfranzösischer Sprache wurde von Hartmann von Aue unter dem Titel Iwein ins Mittelhochdeutsche übertragen.